# Rubén Garcete
Rubén Garcete, noto anche come Rubens (Asunción, 30 marzo 1941), è un ex calciatore e dirigente sportivo paraguaiano.

## Carriera
Formatosi nel Libertad, nel 1961 si trasferisce in Ecuador per giocare nell'Aucas. Nella biennale esperienza con gli andini Garcete si fece apprezzare dalla tifoseria nelle vesti di goleador, ottenendo l'accesso alla fase finale del Campeonato Nacional de Fútbol 1962, dopo la vittoria del Campeonato Profesional Interandino. Il torneo venne concluso all'ottavo ed ultimo posto.
Nel 1963 si trasferisce in Perù per giocare nello Sport Boys, con cui ottenne il quarto posto della Primera División.
Terminata l'esperienza con lo Sport Boys, Garcete si trasferisce in Spagna per giocare nel Córdoba, club con cui ottiene il quinto posto finale della Primera División, mentre il cammino nella Coppa del Generalísimo 1964-1965 termina agli ottavi di finale. In quattro presenze segnò una rete, nella vittoria tennistica per 6-0 contro il Deportivo La Coruña del 28 marzo 1965.
Nel 1967 si trasferisce negli Stati Uniti d'America per giocare nei Baltimore Bays nella neonata NPSL. Con i Bays ottenne il primo posto della Eastern Division della NPSL, qualificandosi così per la finale della competizione, persa poi contro gli Oakland Clippers. Con gli statunitensi giocò sei incontri, segnando una rete il 13 maggio 1967 contro il Chicago Spurs.
Dopo un breve passaggio agli spagnoli dell'Elche, Garcete torna in Ecuador per giocare nell'Everest, con cui ottiene l'ottavo posto del Campeonato Nacional de Fútbol 1969. L'anno dopo torna in patria per giocare nello Sp. Luqueño, club in cui chiude la carriera agonistica.

## Direttore sportivo
Appese le scarpette al chiodo, Garcete divenne assistente tecnico di Gardim al Cerro Porteño. Dopo un periodo negli Stati Uniti ritorna all'Aucas come direttore tecnico. Ricoprirà questo ruolo anche nei paraguaiani del Libertad e poi anche in numerosi club ecuadoriani come il Santos El Guabo, il Club Deportivo Técnico Universitario, ed il Macará.